# Klemens Bąkiewicz
Klemens Bąkiewicz herbu Topór (ur. 1 grudnia 1760 w Chmielniku  – zm. 2 stycznia 1842) – biskup rzymskokatolicki.

## Życiorys
Urodził się w Chmielniku w rodzinie mieszczańskiej. Po ukończeniu Seminarium Duchownego w Kielcach, w 1788 został wikariuszem kieleckiego kościoła kolegiackiego. W 1809 mianowany prepozytem kolegiaty sandomierskiej. Viceregens Seminarium Kieleckiego, dziekan kijeński, proboszcz w Chmielniku i Gnojnie. W latach 1820–1831 pierwszy rektor Seminarium Sandomierskiego. Od 1831 do 1840 administrator diecezji. 9 sierpnia 1840 mianowany biskupem sandomierskim, nie został konsekrowany na biskupa.
Pochowany pod katedrą w Sandomierzu.